# Maddison Keeney
Maddison Keeney (Brisbane, 1996. május 23. –) világbajnok, olimpiai bronzérmes ausztrál mű- és toronyugró.

## Sportpályafutása
Keeney az első jelentősebb nemzetközi eredményét 2014-ben érte el a skóciai Glasgowban rendezett Nemzetközösségi játékokon, ahol 1 méteres szinkronugrásban ezüst, 3 méteres szinkronugrásban pedig bronzérmet szerzett Anabelle Smith párjaként.
A 2015-ös kazanyi világbajnokságon hetedik helyen végzett a 3 méteres műugrásban, 1 méteren pedig tizenkettedik lett.
2016-ban, Rio de Janeiróban az olimpián Smithszel a 3 méteres szinkron versenyszámban bronzérmet szerzett egy 228,09 pontra értékelt gyakorlattal, azt követően, hogy az ugrássorozat alatt álltak a hatodik és az ötödik helyen is.
A 2017-es budapesti világbajnokságon 1 méteres szinkronugrásban világbajnoki címet szerzett.
A 2019-es világbajnokságon 3 méteres műugrásban bronzérmes lett, míg 3 méteres szinkronugrásban Matthew Carterrel aranyérmet nyert. A következő, 2022-es budapesti vb-n Anabelle Smith-tel bronzérmes lett 3 m szinkronban.